# 新桥镇 (美姑县)
新桥镇，是中华人民共和国四川省凉山彝族自治州美姑县下辖的一个乡镇级行政单位。2021年1月12日，撤销依洛拉达乡、子威乡和佐戈依达乡，设立新桥镇。以原依洛拉达乡、原子威乡和原佐戈依达乡所属行政区域为新桥镇的行政区域。

## 行政区划
新桥镇下辖以下地区：
斯干千村、尼普摸村、吉尔洛村、三飞村、布里莫村、而马洛西村、温子觉村、尔布乃乌村、八千洛村和依曲姑村。